# Иван Джаков
Иван Джаков е първият български радиолюбител. На 24 април 1938 г. излъчва от София първото радиолюбителско съобщение от България – „CQ de LZ1ID“, в телеграфен режим по морзовата азбука на честота 7 MHz.

## Биография
Иван Джаков е роден през 1920 година в Свищов в семейството на архитекта Стефан Джаков, което по-късно се премества в Пловдив. Има трима братя - физикът Емил Джаков, художникът Крум Джаков и Борислав Джаков. Братовчед е на радиста Емил Попов от групата на Александър Пеев. Близкият приятел и колега на Иван Джаков Петър Вълев го описва като „една шепа човек, но със сърце на слон, който не знаеше как се произнасят думичките „не“, „не мога“.

## Първи стъпки в радиотехниката
Братът на Иван Джаков – Емил, познава един от синовете на Христо Г. Данов, който по това време внася радиолампи, цокли и други радио части в България. Иван конструира от такива части първия си радиоприемник и когато го показва на брат си и на сина на Данов, те много се радват.
През 1936 г. Иван започва работа като радиотехник в работилницата на немската фирма „Кьортинг“ в София. От календара на фирмата за новата 1938 г. разбира, че повиквателните знаци с префикс „LZ“ са разпределени за радиолюбителите в България. Иван Джаков конструира първия си приемник тип „0-V-1“ с обратна връзка за приемане на радиотелеграфни сигнали и започва да учи морзовата азбука. По-късно конструира самоделен морзов ключ и усъвършенства приемника си до тип „1-V-1“. Редовно наблюдава любителски радиовръзки на честота 7 MHz.
През 1938 г. Иван Джаков построява любителски радиопредавател с две лампи – осцилатор по схемата „Клап“ и крайно стъпало с лампа 6L6 за удвояване на честотата. На 24 април 1938 г. излъчва първото радиолюбителско повикване от територията на България, от София, в телеграфен режим по морзовата азбука, на честота 7 MHz – „CQ de LZ1ID“, в което буквите ID са инициалите му. Веднага осъществява няколко връзки и през следващата година и половина установява стотици радиовръзки с любители от цял свят. LZ1ID е първата и за времето си – единствената любителска радиостанция с български инициал LZ, което я прави много рядък и желан кореспондент за радиолюбителите от останалите страни. Иван Джаков започва да получава и изпраща QSL-картички. Негов QSL-мениджър става швейцарецът Франц Бех (с инициал „HB9CE“).

## Участие в комунистическата съпротива
През есента на 1939 г. братовчед му Емил Попов го пита дали иска да се присъедини към комунистическото движение. Иван се съгласява и прекратява радиолюбителската си дейност, за да не привлича излишно вниманието на властите. Емил му дава късовълнова радиостанция, получена от посолството на СССР в София. Първата задача на Иван Джаков в съпротивата е да укрие радиостанцията и да ѝ инсталира антена. Иван започва да обучава Емил за работа на радиотелеграфия. Първоначално ръководител на шпионската група е Кръстю Белев. По-късно ръководството поема д-р Александър Пеев (агентурен псевдоним „Боевой“). Иван Джаков предава кодирани съобщения без да знае тяхното съдържание, но се досеща, че поддържа връзка с Москва.
Иван Джаков предприема редица високопрофесионални мерки срещу разкриването на радиостанцията. Наема помещение в центъра на София за радиоработилница. Наред с всички останали апарати, необходими за работилницата, Иван построява генератор на радиосигнали за настройка на приемници, с широк обхват, който покрива необходимите честоти. Джаков не съхранява радиопредавателя като апарат, а като набор от части. Преди излъчване събира частите на основата на генератора за настройка, излъчва съобщението и отново разглобява предавателя. За да се обезопаси срещу разкриване чрез последователно изключване на захранването в жилищата, Иван свързва към предавателя батерия с бързодействащо реле.
Иван Джаков е мобилизиран като радист в противовъздушната отбрана на София. Радиовръзката с Москва поема Емил Попов. Настъпва провал и шпионската мрежа е разкрита. Иван Джаков е разпитван лично от Никола Гешев и генерал Ото Делиус, представител на Абвера в София. По наказателно дело №1541/1943 г. Емил Попов, Александър Пеев и Иван Владков са осъдени на смърт от Софийския военно-полеви съд и на 22 ноември 1943 г. са разстреляни на гарнизонното стрелбище в София. Иван Джаков е осъден на 8,5 години затвор.

## Радиолюбителска дейност
На 8 септември 1944 г. правителството освобождава политическите затворници, сред които и Иван Джаков. Той започва работа в Министерство на пощите, телеграфите и телефоните, където превежда документи за радиосъобщенията от английски език. Тогава Иван се обръща към заместник-министъра ген. Пейчев с доклад, че Народна република България трябва да има организирано радиолюбителско движение, както е прието по цял свят. Ген. Пейчев се отнася към предложението с голям ентусиазъм. По-късно Иван Джаков последователно работи като киномеханик, радиотехник и радист в Американската съюзническа комисия в София. Осъществява любителски радиовръзки от американската служебна радиостанция с инициал LZ1XX.
След това Иван Джаков за кратко работи в Русе, където ремонтира корабни радиостанции. После се връща отново в София, където конструира служебни радиоприемници и предаватели в „Радиопром“. Осъществява любителски радиовръзки от служебната радиостанция на завода с инициал LZ1RF до 1949 г., когато напуска и прекратява радиолюбителската си дейност.

## Леководолазна дейност
През 1958 г. Здравко Ранков от Созопол и Иван Джаков, независимо един от друг, конструират първите български акваланги от стоманени бутилки и авиационни кислородни дихателни автомати. Тогава ЦК на ДОСО организира в Созопол първия 10-дневен курс за леководолази. През октомври 1958 г. Иван Джаков представя във Варна своите самоделни акваланги „ИД-1“ и „ИД-2“. На 9 октомври 1958 г. на офицерския плаж Иван Джаков спуска под водата първите варненски леководолази. Това са Антон Беджев, капитан 3 ранг Харалампи Амиорков, Николай Гюров и Юрий Дулски. На 30 октомври 1958 г. става един от организаторите на секцията по подводен спорт към ЦК на ДОСО.
С решение № 12 от 22 октомври 1958 г. на ЦК на ДОСО подводният спорт се въвежда като учебно-спортна дисциплина и се създава секция по подводен спорт към ЦК на ДОСО. Учредителното събрание на секцията е проведено на 30 октомври 1958 г. За председател е избран инж. Димитър Рашев. Членове са Иван Джаков, д-р Димитър Доросиев, Михаил Бурдин, Цончо Родев, Александър Денков, Димитър Венов, Александър Бикс, Любен Стойнов, Милен Кънев.

## Геофизични методи
Иван Джаков прилага геофизични методи за откриването и изследването на археологически обекти. През 1973 г. участва в българската мисия на Научно-Експедиционен Клуб в международната акция на ЮНЕСКО за спасяване на Картаген, кампании 1973 и 1974 г., а през 1976 г. участва в археологически проучвания на Жаба могила.